# Îlots Trio
Les îlots Trio sont des îlots de Nouvelle-Calédonie appartenant administrativement à Boulouparis.
Il s'agit de trois îlots rocheux à l'est de l'île Hugon.